# Callionymus belcheri
Callionymus belcheri, tên thông thường là cá đàn lia Belcher, là một loài cá biển thuộc chi Callionymus trong họ Cá đàn lia. Loài này được mô tả lần đầu tiên vào năm 1844.
Trước đây, Callionymus recurvispinnis (Li, 1966) được cho là một phân loài của C. belcheri với danh pháp ba phần Callionymus belcheri recurvispinnis, tuy nhiên nó đã được công nhận là một loài hợp lệ vào năm 2011.

## Phân bố và môi trường sống
C. belcheri có phạm vi phân bố rộng rãi ở Tây Thái Bình Dương. Loài này được biết đến ở ngoài khơi tây bắc Úc và Papua New Guinea. C. belcheri sống trên đáy cát và những khu vực nhiều đá sỏi, được tìm thấy ở độ sâu khoảng từ 18 đến 36 m.

## Mô tả
Chiều dài tối đa được ghi nhận ở C. belcheri là khoảng 10 cm. C. belcheri là loài dị hình giới tính: vây lưng và vây đuôi của cá đực luôn dài hơn so với cá mái, và màu sắc trên cơ thể cũng có đôi chút khác biệt. Đầu và thân của cá trưởng thành có màu vàng nhạt hoặc nâu. Lưng với nhiều đốm trắng nhỏ. Hai bên thân có các đốm trắng lớn, được bao quanh bởi màu nâu sẫm. Bụng màu trắng. Vây lưng thứ nhất có màu nâu, ở rìa thường có màu đen; con đực có nhiều chấm trắng trên vây. Vây lưng thứ hai có các vệt sáng và sẫm màu, hoặc là các đốm trắng nhỏ ở vài cá thể. Vây hậu môn ở con đực có dải đen ở gần rìa; cá mái không có dải này hoặc có một đốm đen trên vây. 2/3 vây đuôi dưới có các đốm nâu.
Số gai ở vây lưng: 4; Số tia vây mềm ở vây lưng: 9; Số gai ở vây hậu môn: 0; Số tia vây mềm ở vây hậu môn: 8; Số tia vây mềm ở vây ngực: 18 - 20; Số gai ở vây bụng: 1; Số tia vây mềm ở vây bụng: 5.